# Gozdanin (województwo kujawsko-pomorskie)
Gozdanin – wieś w Polsce położona w województwie kujawsko-pomorskim, w powiecie mogileńskim, w gminie Mogilno.

## Podział administracyjny
W latach 1975–1998 miejscowość administracyjnie należała do województwa bydgoskiego.

## Urodzeni w Gozdaninie
- Zdzisław Grot – polski historyk, specjalista w zakresie dziejów Wielkopolski (zwłaszcza powstania wielkopolskiego), Prus i Niemiec oraz historii rozwoju kultury fizycznej w Polsce[4].
- Zygmunt Zaleski – polski polityk, publicysta, społecznik, poseł na Polski Sejm Dzielnicowy, powstaniec wielkopolski, prezes Towarzystwa Tomasza Zana i Towarzystwa Miłośników Miasta Poznania (współzałożyciel), wieloletni redaktor naczelny Kronika Miasta Poznania[5].

## Demografia
Według Narodowego Spisu Powszechnego (III 2011 r.) liczyła 279 mieszkańców. Jest 21. co do wielkości miejscowością gminy Mogilno.